# فرانچیکا
فرانچیکا (به ایتالیایی: Francica) یک کومونه در ایتالیا است که در استان ویبو والنتیا واقع شده‌است.

## خصوصیات
فرانچیکا ۲۲٫۷ کیلومترمربع مساحت و ۱٬۶۶۶ نفر جمعیت دارد.